# Caesio suevica
Caesio suevica är en fiskart som beskrevs av Klunzinger, 1884. Caesio suevica ingår i släktet Caesio och familjen Caesionidae. Inga underarter finns listade.